# Ana María López Sala
Ana María López Sala (1969) es una licenciada española en Sociología y Ciencias Políticas, doctora en Sociología por la Universidad Complutense de Madrid y Científico Titular del Instituto de Economía, Geografía y Demografía del CSIC.

## Experiencia profesional
Ana María López Sala, que centra sus investigaciones en las dimensiones políticas de las migraciones internacionales,  fue investigadora del Instituto de Estudios sobre Migraciones de la UPCO, también formó parte del Comité de Expertos sobre Población e Inmigración del Gobierno de Canarias y de la Red de Investigación sobre Comunidades Asiáticas(RICAE).
En la actualidad forma parte del Grupo de Expertos sobre Migraciones Internacionales (GEMI) de la UCM y de la red LINET (Independent Network of Labor Migration and Integration Experts, IOM and EC). En 2010 fue Resident Research Fellow del Programa de Bellagio de la Fundación Rockefeller.
También forma parte del proyecto "Dos Fronteras" ( en colaboración con la Universidad de San Diego) y del "Transnational Immigrant Organization Network" de la Universidad de Princeton. También dirige las investigaciones " Actividades transacionales y codesarrollo de las organizaciones inmigrantes colombianas, peruanas y dominicanas en España" (financiado por la Fundación Carolina, CEALCI) y "Hacia nuevas Fórmulas de gestión de la inmigración en España) programas de contratación en orgien, partenariados de movilidad y circularidad migratoria" (Proyecto Circular) (Ministerio de Ciencia e Innovación, Plan Nacional). Recientemente dirigió el seminario International Migration and Security.

## Obras
A lo largo de su trayectoria profesional Ana María López Sala ha publicado distintos libros sobre flujos migratorios, migraciones e inmigración irregular, así como artículos en revistas especializadas tales como: Anuario CIDOB de la inmigración,  Langues néo-latines: Revue des langues vivantes romanes, Revista catalana de seguretat pública,  y Revista CIDOB d'afers internacionals. Por su parte, de entre sus libros destaca Inmigrantes y Estados: la respuesta política ante la cuestión migratoria (Antrophos, Barcelona, 2005)